# 耶路撒冷的西里爾
耶路撒冷的西里爾（羅馬化：Kýrillos A Ierosolýmon；拉丁語：，或稱耶路撒冷的聖濟利祿
，313年—386年）是早期教會的神學家。大約在公元350年底，他接替馬克西穆斯成為耶路撒冷主教，但由於凱撒利亞的阿卡修斯的敵意、亞略人的告發、歷代皇帝的政策而多次被流放。西里爾留下了重要的著作，記錄了當時給慕道者的教理講授和禮拜儀式的順序。
西里爾在天主教會、東正教會、東方正統教會、聖公宗和信義宗被尊為聖人。1883年，教宗良十三世宣布西里爾為教會聖師；聖公會每年於3月18日舉行紀念活動。